# T1 (канатная дорога)
T1 — канатная дорога, расположенная в районе Енимахалле, Анкара.

## История
Система была введена в эксплуатацию 17 июня 2014 года на маршруте Енимахалле — Юнус Эмре.
20 мая 2015 года были открыты станции ТРТ Шеир и Шентепе. Система обслуживает 106 кабинок, каждая из которых вмещает 10 человек. Управляется анкарской транспортной компанией EGO. Поездка занимает 20 минут в одну сторону.
В рамках мер по борьбе с COVID-19 21 марта 2020 года линия была закрыта и снова открылась 8 апреля 2022 года.
В результате иска, поданного Палатой архитекторов против муниципалитета Анкары в 2013 году, канатная дорога была закрыта на неопределённый срок с 26 апреля 2024 года, пока не будет принято новое постановление. Вместо неё предлагается использовать местные автобусы.

## Особенности кабины
- Подогрев сидений
- Функция музыкального сопровождения и объявлений
- Тревожная кнопка
- Естественная вентиляция